# محمد بن فرحات باي
محمد بن فرحات باي هو باي قسنطينة وحاكم بايلك الشرق ضمن أيالة الجزائر في العهد العثماني. امتد حكمه بين سنتي 1588 و1608 ليخلفه فيما بعد حسن باي ثم يعود مرة ثانية بين سنتي 1653 و1666 ويخلفه هذه المرة رجب بن فرحات باي.